# Lövbergstjärnen (Norrbärke socken, Dalarna)
Lövbergstjärnen är en sjö i Smedjebackens kommun i Dalarna och ingår i Norrströms huvudavrinningsområde.